# Yakarta Septentrional
Yakarta septentrional (en indonesio: Jakarta Utara) es una de las ciudades de Yakarta, Indonesia.
Administrativamente Yakarta está considerada como una provincia dividida en cinco ciudades.
Limita con el mar de Java por el norte, Bekasi por el este, Yakarta Occidental, Yakarta Central y Yakarta Oriental por el sur, y Tangerang por el oeste.
El principal puerto de la ciudad, Tanjung Priok, está emplazado en Yakarta Septentrional.

## Subdistritos
Yakarta Septentrional está subdividida en 6 subdistritos:
- Cilincing
- Koja
- Kelapa Gading
- Tanjung Priok
- Pademangan
- Penjaringan